# Stapeliopsis
Stapeliopsis là chi thực vật có hoa trong họ Apocynaceae.